# Chaetoderma elegans
Chaetoderma elegans es una especie perteneciente al phylum Mollusca, de la clase caudofoveata. Con forma vermiforme, careciente de cualquier tipo de calcificación tipo concha, esta especie se halla en zonas marinas del océano Pacífico oriental; también se han hallado individuos en la costa sur de California a profundidades entre los 50 a 1800 metros de profundidad.